# Capitoli di Toriko

Copertina del primo numero dell'edizione italiana

Questa è la lista dei capitoli di Toriko (トリコ?), manga scritto e disegnato da Mitsutoshi Shimabukuro.
I capitoli della serie sono stati pubblicati per la prima volta su Weekly Shōnen Jump dal 19 maggio 2008 al 21 novembre 2016. I singoli episodi sono raccolti in 43 tankōbon, distribuiti sotto l'etichetta Jump Comics di Shūeisha dal 4 novembre 2008 al 31 dicembre 2016.
Un'edizione italiana curata da Star Comics è stata pubblicata a cadenza bimestrale dal 15 febbraio 2012 al 16 maggio 2018.

## Volumi 1-10
| Nº | Titolo italiano Giapponese 「Kanji」 - Rōmaji | Data di prima pubblicazione            | Data di prima pubblicazione |
| Nº | Titolo italiano Giapponese 「Kanji」 - Rōmaji | Giapponese                             | Italiano                    |
| 1  | Toriko, il fornitore di alimenti di lusso! 「美食屋 トリコ!!」 | 4 novembre 2008 ISBN 978-4-08-874608-1 | 15 febbraio 2012            |
| 1  | Capitoli - 1. Toriko, il fornitore di alimenti di lusso! (美食屋トリコ!!?, Bishokuya Toriko!!) - 2. Forchetta e coltello (フォークとナイフ!!?, Foku to naifu!!) - 3. Il Frutto Arcobaleno (虹の実!!?, Niji no Mi!!) - 4. Pugno chiodato! (釘パンチ!!?, Kugi panchi!!) - 5. Le trappole dei Troll Kong (トロルコングの罠!!?, Tororu Kongu no wana!!) - 6. "Se non mangio...!" (食わねーなら!!?, Kuwanenara!!) - 7. All'Hotel Gourmet (ホテルグルメにて!!?, Hoteru Gurume ni te!) |                                        |                             |
| 1  | Trama Il mondo sta vivendo l'Era dei Buongustai e tutto ciò che adesso conta sono il cibo e la costante ricerca di nuovi sapori. Un giorno Komatsu, promettente chef di un albergo di proprietà della IGO (International Gourmet Organization), riceve l'ordine di cucinare un gararadrillo, mostro dall'ottima carne, ma di estrema difficoltà di cattura: per questo lavoro viene infatti ingaggiato Toriko, il fornitore di alimenti di lusso, o Gourmet Hunter, il cui sogno è completare il Menu perfetto. Dopo aver catturato il gararadrillo, Toriko dimostra ancora la sua incredibile forza nello scontro con i giganteschi Troll Kong, riuscendo infine ad impossessarsi del prelibato Frutto Arcobaleno, che viene subito incluso come dessert nel suo Menu perfetto. |                                        |                             |
| 2  | Coco! 「ココ!!」 | 4 novembre 2008 ISBN 978-4-08-874609-8 | 18 aprile 2012              |
| 2  | Capitoli - 8. Coco! (ココ!!?, Coco!!) - 9. I giorni dei quattro Sovrani del Cielo (“四天王”の日々!!?, Shitennou no hibi!!) - 10. Il segreto di Coco (ココの秘密!!?, Coco no himitsu!!) - 11. Verso il fondo della caverna (洞窟の奥へ…!!?, Sunahaba no oku e...!!) - 12. Scontro col Serpente Satanasso (対決!デビル大蛇!!?, Taiketsu! Daberu Orochi!!) - 13. Quintuplo! (5連!!?, Go ren!!) - 14. La morte di Komatsu...?! (小松、死す!!?, Komatsu, shisu!!) - 15. La Balena Pescepalla (フグ鯨!!?, Hugu Kujira!!) - 16. La cattura! (フグ鯨、捕獲!!?, Hugu Kujira, hokaku!!) |                                        |                             |
| 2  | Trama Toriko porta Komatsu in un viaggio per catturare e assaggiare la Balena Pescepalla. A causa della difficoltà nella preparazione del pesce, che si rivela estremamente velenoso, Toriko recluta il veggente e fornitore di alimenti di lusso, che è anche membro dei Quattro Sovrani del Cielo, Coco, esperto di tecniche velenose. Arrivati alle caverne dove si trova la Balena, Komatsu viene rapito e Toriko e Coco si ritrovano ad affrontare il Serpente Satanasso, guardiano di quelle caverne. Komatsu finisce per morire, come Coco aveva predetto, ma viene riportato in vita da Jirou, chiamato il Maestro dello Stordimento, perché può usare la tecnica di Knocking, che sottomette innocentemente le creature, su qualsiasi animale. |                                        |                             |
| 3  | L'apparizione 「現れたモノ!!」 | 4 febbraio 2009 ISBN 978-4-08-874632-6 | 14 giugno 2012              |
| 3  | Capitoli - 17. La degustazione della Balena Pescepalla (フグ鯨、実食!!?, Hugu Kujira, jit shoku!!) - 18. L'apparizione (現れたモノ!!?, Arawareta mono!!) - 19. La mafia alimentare (美食會!!?, Bishokukai!!) - 20. Il laboratorio del buongusto (グルメ研究所!!?, Gurume kenkyujo!!) - 21. Il colosseo del buongusto (グルメコロシアム!!?, Gurume collosiamu!!) - 22. Il Lupo da Battaglia (バトルウルフ!!?, Batoru Wuluhu!!) - 23. "Benvenuto!" (「ようこそ」!!?, Youkoso!!) - 24. L'infiltrato (紛れていたモノ!!?, Magirete ita mono!!) - 25. Momenti d'amore (「愛」の時間!!?, Ai no jikan!!) |                                        |                             |
| 3  | Trama Dopo essere riuscito a sintetizzare l'antidoto per il veleno del serpente, Toriko e Coco riescono ad eliminare la pericolosa creatura. Recuperato Komatsu, raggiungono la Spiaggia della caverna, luogo dove si trovano le Balene Pescepalla, grazie a Coco riescono a catturarne una decina, anche se riescono a prepararne una sola. Dopo essere riusciti ad evitare uno scontro con un G.T. Robot pilotato da Starjun, Coco decide di ritornare ad esercitare la professione di Fornitore. La IGO incarica Toriko e Komatsu di andare a catturare il mammuth di Regal., un raro mammifero, che vive solamente nel Biotopo n°1, un ecosistema costruito per la ricerca scientifica, la cui carne ha le caratteristiche e contiene il sapore di tutti gli altri prelibati tagli. Giunti sull'isola incontrano il direttore della struttura Mansam il quale spiega che ultimamente la Mafia Alimentare, un'organizzazione malvagia che utilizza qualsiasi mezzo per raggiungere l'obiettivo di impossessarsi dei cibi più preziosi, ha sviluppato un nuovo modello di Robot GT, robot comandati tramite una tecnologia a realtà virtuale. Tra le tante creature che combattono c'è il lupo da battaglia. Nell'arena viene spruzzato un gas che stimola l'aggressività delle bestie le quali si scagliano sul Lupo da Battaglia. Toriko scende nell'arena per confrontarsi col mitico lupo. Toriko capisce che il lupo è incinta e sta per partorire., e decide quindi di proteggerla sconfiggendo gli altri animali nell'arena. Ling, la macchinista del colosseo del buongusto, nel frattempo cerca senza successo di calmare il Serpente Satanasso che è riuscito ad evadere dalla sua gabbia. |                                        |                             |
| 4  | Sunny 「サニー!!」 | 1º maggio 2009 ISBN 978-4-08-874666-1  | 16 agosto 2012              |
| 4  | Capitoli - 26. Il robot G.T. (ＧＴロボ!!?, GT robo!!) - 27. Le ragioni della rabbia (怒りの理由!!?, Ikari no riyū!!) - 28. Ti chiamerai... (お前は...?, Omae wa...) - 29. Si mangia! (食事!!?, Shokuji!!) - 30. Sunny (サニー!?, Sanī!!) - 31. Il biotopo numero uno (第１ビオトープ!!?, Dai 1 biotōpu!!) - 32. I Rock Drum (ロックドラム!!?, Rokkudoramu!!) - 33. La sala da pranzo di Sunny (サニーの“ダイニングキッチン”!!?, Sanī no "dainingu kitchin"!!) - 34. Komatsu e Sunny (小松とサニー!!?, Komatsu to Sanī) |                                        |                             |
| 4  | Trama Mansam viene attaccato da un Robot GT travestito da vecchietto. Il Robot GT riesce a resistere a tutti i colpi di Mansam e colpisce il lupo da battaglia madre, che si trova al limite delle sue forze a causa del parto, togliendogli il tempo di salutare il suo cucciolo. Toriko sconfigge il Robot GT che si autodistrugge e anche il sistema centrale di comando viene fatto a pezzi. Il lupo da battaglia madre sfrutta le ultime energie per salutare amorevolmente il suo cucciolo e muore. Il cucciolo di lupo come segno di ringraziamento e per il legame instaurato decide di accompagnare Toriko, il quale gli dà il nome di Terrycloth. Mansam capisce che il Robot è stato mandato solo per creare un diversivo atto a nascondere la cattura del mammuth di Regal. Ling però avverte che suo fratello Sunny lo ha già catturato e si sta dirigendo al laboratorio. Sunny, uno dei quattro sovrani del cielo, si unisce al gruppo portando un mammuth di Regal, che in realtà è solo un cucciolo del mammuth che ancora si aggira sull'isola. Toriko, Sunny, Komatsu, Ling e Mansam partono alla ricerca del pachiderma. Anche la Mafia Alimentare è alla sua ricerca e ha mandato tre Robot GT. Il gruppo viene attaccato in una radura da un gruppo di Rockdrum. Tutti iniziano a combattere e Toriko spiega l'invincibile potere di Sunny. |                                        |                             |
| 5  | Verso l'altipiano 「リーガル高原へ!!」 | 4 agosto 2009 ISBN 978-4-08-874718-7   | 17 ottobre 2012             |
| 5  | Capitoli - 35. Verso l'altipiano (リーガル高原へ!!?, Rīgaru kōgen e!!) - 36. Corsa a perdifiato sull'Isola di Regal (疾走!リーガル島!!?, Shissō! Rīgaru shima!!) - 37. La Mafia Alimentare e le Cellule Gourmet (美食會とグルメ細胞!!?, Bishoku-kai to gurume saibō!!) - 38. Il Devil Athletic (デビルアスレチック?, Debiruasurechikku) - 39. Il pachiderma furioso (荒ぶる象!!?, Araburu zō!!) - 40. Un arrivo inaspettato (現れた男!!?, Arawareta otoko!!) - 41. Scontro & penetrazione! (対決＆侵入!!?, Taiketsu & shin'nyū) - 42. L'ombra della morte...?! (死相...!??, Shisō!?) - 43. La rabbia di Sunny (サニーの怒り!!?, Sanī no ikari!!) |                                        |                             |
| 5  | Trama I protagonisti vengono scaraventati in aria da un Rockdrum e finiscono per disperdersi. Sunny e Komatsu si ritrovano in una foresta di funghi giganti, Ling e Toriko finiscono in una foresta dove affrontano delle bestie feroci e Terry avvista uno dei Robot GT accorsi sull'isola e parte alla ricerca d Toriko. Komatsu e Sunny iniziano ad attraversare una palude piena di mostri marini. Sulle rive della palude avvistano dei cadaveri di animali, opera della Mafia Alimentare che si vuole impossessare dei migliori ingredienti per ottenere le cellule del buongusto contenute in essi e creare così dei super-uomini. Dopo aver attraversato delle pianure iniziano la scalata del Regal Wall, una montagna alta 3000 metri. Il mammuth di Regal sta combattendo con un Robot GT gigante ma finisce per cadere dalla montagna e precipita avvicinandosi pericolosamente a Sunny e Komatsu. Il gruppo di Toriko riesce a sopravvivere allo schianto del mammuth grazie ai poteri di Sunny. Vengono attaccati da alcuni Heavy Cliff imbufaliti, ma giunge sul posto Coco che riesce ad avvelenarli in tempo; avvelena temporaneamente pure il mammuth, ma proprio in quell'istante vengono raggiunti anche dal Robot GT gigante. Inoltre, Coco avvisa che la Mafia Alimentare ha già mandato un'unità specializzata nel corpo del pachiderma quindi se Toriko vuole assaggiare la Jewel Meat deve agire al più presto. |                                        |                             |
| 6  | Decuplo! 「10連!!」 | 2 ottobre 2009 ISBN 978-4-08-874739-2  | 13 dicembre 2012            |
| 6  | Capitoli - 44. Coco fa sul serio! (ココ、本気!!?, Coco, honki!!) - 45. Aqua regia! (“王水”!!?, “Ōsui”!!) - 46. L'ombra della morte! (死相!!?, Shisō!!) - 47. Scontro tra capelli! (髪バトル!!?, Kami batoru!!) - 48. L'incontro peggiore! (最悪の遭遇!!?, Saiaku no sōgū!!) - 49. Sintomo di evoluzione! (進化の前兆!!?, Shinka no zenchō!!) - 50. Tempo limite, cinque minuti! (タイムリミット５分!!?, Taimurimitto 5 bun!!) - 51. Determinazione! (覚悟!!?, Kakugo!!) - 52. Decuplo! (10連!!?, 10 Ren!!) |                                        |                             |
| 6  | Trama Toriko, Komatsu, Sunny e Ling vengono risucchiati all'interno dell'esofago del mammuth. Lì incrociano il Robot GT specializzato a prelevare la Jewel Meat. Mentre il resto del gruppo prosegue, Sunny si occupa di tenere occupato il Robot GT. Coco intanto continua a combattere con il Robot GT gigante, distruggendolo. Coco assiste impotente al Robot GT di Starjun che entra nel corpo del mammuth e prevede che qualcuno, all'interno, verrà ucciso. Il Robot GT dentro il mammuth cerca di colpire Sunny dalla distanza, cercando così di stancarlo, chiamando in aiuto un Megaoctopus. Sunny fa in modo di subire alcuni colpi del Robot GT in modo tale da avvicinarglisi quanto basta per colpirlo con il suo Hair Punch. Una volta colpito alcuni dei suoi Tocchi si infilano nel nucleo del Robot GT distruggendolo. Subito dopo Sunny viene espulso dalla bocca del mammuth. Il Robot GT di Starjun raggiunge il resto del gruppo e stende sia Toriko che Ling con un solo colpo. Al limite delle forze Ling sparge il suo gas su Toriko per ridargli le ultime forze necessarie. Il Robot GT di Starjun viene sconfitto in pochi secondi dalla nuova mossa potenziata di Toriko: il decuplo pugno chiodato. |                                        |                             |
| 7  | La perla della giungla 「ジャングルの結晶!!」 | 4 dicembre 2009 ISBN 978-4-08-874768-2 | 14 febbraio 2013            |
| 7  | Capitoli - 53. La fuga! (脱出!!?, Dasshutsu!!) - 54. La degustazione del mammuth! (マンモス実食!!?, Manmosu jisshoku!!) - 55. Il menu di Terry (テリーのメニュー!!?, Terī no menyū!!) - 56. Irruzione nell'inferno vegetale (植物地獄、突入!!?, Heru Puranto, totsunyū!!) - 57. Un barlume del sovrano! (王者の片鱗!!?, Ōja no henrin!!) - 58. La perla della giungla (ジャングルの結晶!!?, Janguru no kesshō!!) - 59. La degustazione del Mais BB! (BBコーン、実食!!?, BB Kōn, jisshoku!!) - 60. L'ultimo alimento...! (最後の食材...!!?, Saigo no shokuzai...!!) - 61. Raggio d'azione (射程距離...!!?, Shatei kyori...!!) |                                        |                             |
| 7  | Trama Assieme a Ling e Komatsu, Toriko, riesce ad uscire dal corpo del mammuth di Regal portando con sé la Jewel Meat. Tutti assieme a Coco, Sunny e Terry, che ha sconfitto un obbisauro, ritornano al laboratorio e il piccolo di mammuth si riunisce alla madre. Mentre Mansam incontra il vicepresidente della IGO Shige per una questione importante, Toriko e gli altri assaggiano la Jewel Meat. Sunny decide di inserire la Jewel Meat nel suo menù speciale come portata principale di carne nonostante anche Toriko la vorrebbe nel suo. In seguito alle avventure nel Biotopo n° 1 Komatsu torna all'Hotel Gourmet e viene incaricato dalla IGO di cucinare un Mermaituna, una rara specie di tonno, per il presidente della Repubblica di Roto: Dohem. Intanto Toriko non riesce a far mangiare Terry perciò si reca al Central Gourmet Market, un importante luogo di commercio in cui i cibi migliori vengono venduti all'asta. Qui incontra Tom, il quale dice che Terry, provenendo dal mondo del Buongusto e non dal mondo Umano, apprezza solo particolari tipi di cibi, uno di questi è una pannocchia i cui chicchi possono sfamare migliaia di persone: il mais BB. Toriko decide quindi di partire per il Continente di Wul. Anche Komatsu sente la notizia e decide di raggiungerlo. Toriko e Terry salendo sulle cime degli alberi raggiungono il mais BB. Vedendo che finalmente Terry gradisce il cibo, decide di inserire il mais BB nel suo menù speciale come antipasto. Improvvisamente però vengono attaccati da un individuo con un enorme cannuccia. |                                        |                             |
| 8  | La zuppa del secolo 「センチュリースープ!!」 | 4 marzo 2010 ISBN 978-4-08-870014-4    | 17 aprile 2013              |
| 8  | Capitoli - 62. Una nuova arma! (新たなる武器!!?, Aratanaru buki!!) - 63. I limiti dell'evoluzione... (進化の果て...!!?, Shinka no hate...!!) - 64. Gourmet Town, la metropoli della sazietà (満腹都市「グルメタウン」!!?, Manpuku toshi Gurume Taun!!) - 65. Setsuno, il patrimonio vivente del cibo di lusso (美食人間国宝「節乃」!!?, Bishoku ningen kokuhō Setsuno!!) - 66. La zuppa del secolo (センチュリースープ!!?, Senchurīsūpu!!) - 67. I segreti della trattoria da Setsuno (節乃食堂の秘密!!?, Setsuno shokudō no himitsu!!) - 68. Heavy Lodge, la taverna degli incontri! (出会いの酒場「ヘビーロッジ」!!?, Deai no sakaba Hebī Rojji!!) - 69. Rotta verso l'Ice Hell! (「アイス ヘル」ヘの航路!!?, Aisu Heru e no kōro!!) - 70. Festa selvaggia a bordo della nave (船上の狂宴!!?, Senjō no kyōen!!) |                                        |                             |
| 8  | Trama Lo strano individuo che ha attaccato Toriko si scopre essere un membro della Mafia Alimentare. Toriko riesce a tagliare la cannuccia dell'avversario, ma costui decide di scappare con un esemplare di mais BB, non prima però di rivelare il suo nome: Grinpatch. Komatsu raggiunge appena in tempo la cena del summit e aggiunge la salsa Wulstar al Mermaituna, prima che Dohem lo mangi, ma il pesce si trasforma in bollicine, facendo diventare la cena un probabile disastro. Ma per fortuna arriva Coco con un altro pesce già pronto. Komatsu scopre che alla salsa mancava del sale e proprio in quel momento giunge anche Toriko con della lava salata del vulcano di Wul. Alla fine Komatsu riesce a cucinare il piatto con successo e far felice Dohem, dopodiché tutti festeggiano con il mais BB raccolto da Toriko. Toriko e Komatsu visitano Gourmet Town, detta la "metropoli della sazietà". Dopo aver assaggiato i piatti proposti nei migliori ristoranti della città incontrano la cuoca Setsuno, una dei cinque migliori chef di tutto il mondo, tanto da essere considerata "patrimonio vivente del cibo di lusso". Setsuno invita Toriko e Komatsu nel suo ristorante, che apre una sola volta al mese, e decide di fare loro assaggiare un suo piatto speciale, la zuppa del secolo. Setsuno rivela che essa è solo l’imitazione di quella reale, che si trova in natura, ed è anche incompleta; quindi chiede a Toriko e Komatsu di andare alla ricerca di quella originale e scoprire quale sia l’ingrediente mancante. |                                        |                             |
| 9  | Battaglia sotto zero! 「氷点下の決戦!!」 | 30 aprile 2010 ISBN 978-4-08-870036-6  | 13 giugno 2013              |
| 9  | Capitoli - 71. Cammino controvento (逆風の道!!?, Gyakufū no michi!!) - 72. A ognuno il suo percorso (それぞれのルート!!?, Sorezore no rūto!!) - 73. Apparecchiare la tavola finché è calda! (膳は急げ!!?, Zen wa isoge!!) - 74. Le ragioni dell'avventura (冒険の理由!!?, Bōken no riyū!!) - 75. Si aprono le ostilità! (開戦!!?, Kaisen!!) - 76. Ronzio (羽音!!?, Haoto!!) - 77. Battaglia sotto zero! (氷点下の決戦!!?, Hyōtenka no kessen!!) - 78. Insetti nocivi (害虫!!?, Gaichū!!) - 79. Gli ospiti! (「宿」!!?, "Yado"!!) |                                        |                             |
| 9  | Trama Toriko e Komatsu si recano alla locanda Heavy Lodge, punto d’incontro dei fornitori di alimenti. Nella locanda giunge il colonnello Mokkoi, l’anziano presidente della compagnia navale Gourdarake, che lancia una sfida a tutti i presenti: chi riuscirà a portagli la zuppa del secolo otterrà come ricompensa 10 miliardi di yen. Un gruppo di fornitori, tra cui Toriko e Komatsu raggiunge l’Ice Hell a bordo di elicotteri mentre un altro gruppo viene sterminato da un individuo mascherato. I più esperti decidono di unirsi in gruppo assieme a Toriko e iniziano ad attraversare la tundra ghiacciata. Intanto nell’Ice Hell sono giunti anche tre membri della Mafia Alimentare. Tra loro c’è Barry Gammon, un membro della I.G.O. e il sous-chef Tommy Rod, il quale manda in avanscoperta quattro dei suoi insetti parassiti. La maggior parte dei fornitori del gruppo, con a capo Toriko, ha già abbandonato la sfida lasciando soli il sovrano del cielo, Komatsu, Takimaru, Match e i suoi sottoposti. Il gruppo giunge ai piedi della montagna principale dell’Ice Hell. Anche il misterioso personaggio mascherato, dopo aver sconfitto i quattro insetti parassiti con lo stordimento, raggiunge la montagna. I fornitori ne approfittano per spiegare i motivi della loro avventura: Takimaru ha intenzione di raggiungere la zuppa per ottenere i soldi necessari a comprare delle medicine naturali vendute nella Regione della Guarigione, mentre Match e i suoi uomini vogliono ottenere del cibo di qualità per sfamare la gente del loro paese natale. Nella montagna, Tommy Rod provoca un'esplosione con i suoi insetti bomba, attirando così il gruppo di Toriko. |                                        |                             |
| 10 | Sull'orlo dell'inferno! 「地獄の淵!!」 | 2 luglio 2010 ISBN 978-4-08-870075-5   | 14 agosto 2013              |
| 10 | Capitoli - 80. Procedura pre-tiro (「プリショットルーティーン」!!?, "Purishotto rūtīn"!!) - 81. Rilassamento (脱力!!?, Datsuryoku!!) - 82. Rifiuti (ゴミ!!?, Gomi!!) - 83. Il continente trema! (震える大陸!!?, Furueru tairiku!!) - 84. La zuppa (!!スープが...!!?, Sūpu ga...!!) - 85. Calore (熱量!!?, Enerugī!!) - 86. Sull'orlo dell'inferno! (地獄の淵!!?, Jigoku no fuchi!!) - 87. Oltre il dieci... (10の先へ...!!?, 10 no saki e...!!) - 88. Scontro selvatico (野生の勝負!!?, Yasei no shōbu!!) |                                        |                             |
| 10 | Trama Match inizia a combattere contro Barry Gammon, mentre Takimaru attacca il membro della I.G.O. che accompagnava i criminali e con sorpresa scopre che era un travestimento di Bogey Woods, un membro della Mafia Alimentare in grado di entrare nel corpo di qualsiasi creatura e comandarla dall’interno come se fosse uno scheletro. Toriko è troppo occupato con gli insetti di Tommy Rod e non riesce ad aiutare gli altri. I compagni di Match decidono di sacrificarsi per lui dandogli il tempo necessario per sfruttare la sua rabbia interiore ed eseguire l’attacco finale, riuscendo così a sconfiggere Barry Gammon. Mentre Toriko e Tommy Rod combattono, Komatsu raggiunge la vetrina del buongusto, ma con stupore scopre che la zuppa sembra essere finita. Allo stesso tempo giunge il misterioso individuo mascherato, il quale lo avverte di non dire niente: il colonnello Mokkoi ha infatti incorporato nelle tute dei dispositivi audio e se dovesse scoprire che la zuppa è finita, se ne andrebbe lasciando tutti sull’isola. Purtroppo è lui stesso a rivelarlo senza accorgersene, e Mokkoi dà l’ordine di lasciare l’isola. L'uomo mascherato decide finalmente di rivelare la propria identità: Teppei, un rigeneratore alimentare. |                                        |                             |

## Volumi 11-20
| Nº | Titolo italiano Giapponese 「Kanji」 - Rōmaji | Data di prima pubblicazione             | Data di prima pubblicazione |
| Nº | Titolo italiano Giapponese 「Kanji」 - Rōmaji | Giapponese                              | Italiano                    |
| 11 | La strada verso la rigenerazione 「再生への道!!」 | 4 ottobre 2010 ISBN 978-4-08-870113-4   | 17 ottobre 2013             |
| 11 | Capitoli - 89. Teppei il rigeneratore (再生屋「鉄平」!!?, Saisei-ya "Teppei"!!) - 90. Il momento della rigenerazione (再生の刻!!?, Saisei no toki!!) - 91. Dove la zuppa desidera... (食材のおもむくままに!!?, Sūpu no omomuku mama ni...!!) - 92. La zuppa del secolo dell'Ice Hell, il continente dei ghiacci (氷の大陸の「センチュリースープ」!!?, Aisu Heru no "senchurī sūpu"!!) - 93. Addio Ice Hell, continente dei ghiacci (さらば!氷の大陸!!?, Saraba! Aisu Heru!!) - 94. Life, il Paese della Guarigione (癒しの国「ライフ」!!?, Iyashi no Kuni "Raifu"!!) - 95. Regole (ルール!!?, Rūru!!) - 96. La strada verso la rigenerazione (再生への道!!?, Saisei e no michi!!) - 97. Una risposta miracolosa (奇跡の答え!!?, Kiseki no kotae!!) |                                         |                             |
| 11 | Trama Il duello fra Tommy Rod e Toriko continua. Nel frattempo Teppei riesce a paralizzare Tommy Rod con lo stordimento, il quale consuma tutte le sue energie per far schiudere l’uovo del parassita imperatore, una bestia ibrida creata unendo diverse specie di insetti predatori con un livello di cattura superiore a 80. Teppei combatte con il parassita imperatore, intanto Barry Gammon e Bogey Woods ricevono il messaggio dal micro Robot GT che ha prelevato la zuppa e scappano verso l’uscita ma l’Hell Broth si è appena risvegliato dal letargo. Teppei distrugge la vetrina del buongusto che rivela un'ultimissima goccia al suo interno. Tutti sono ansiosi di assaggiarla, ma Komatsu si impone promettendo di memorizzarne il sapore per cucinare in futuro una nuova zuppa del secolo per tutti. Toriko, Komatsu, Teppei e gli altri trovano l’uscita dell'Ice Hell e grazie all’arrivo di Coco, mandato da Mansam, e di Setsuno a bordo di una medusa limousine, possono fare ritorno a casa. Durante il viaggio, dopo aver ripreso le energie con il cibo preparato da Setsuno scelgono come prossima destinazione il Paese della Guarigione, Life, per curare tutti. Mentre Komatsu decide di tornare a Gourmet Town, assieme a Setsuno per preparare la zuppa del secolo, tutti gli altri rimangono a Life in compagnia di Teppei per ultimare le cure mediche. Visitando la città Toriko incontra Sunny che è giunto fin lì per chiedere delle informazioni sull’ingrediente principale del dessert nel menù speciale di Acacia, Earth. L’uomo che sta cercando è lo stesso cercato da Toriko ed è inoltre il maestro rigeneratore di Teppei, Yosaku detto l'Insanguinato. |                                         |                             |
| 12 | Vegetable Sky 「ベジタブルスカイ!!」 | 29 dicembre 2010 ISBN 978-4-08-870150-9 | 19 dicembre 2013            |
| 12 | Capitoli - 98. La zuppa del secolo di Komatsu ("小松"のセンチュリースープ!!?, "Komatsu" no Senchurī Sūpu!!) - 99. La zuppa è decisa! (スープ決定!!?, Sūpu kettei!!) - 100. La nuova casa di dolciumi (新スウィーシハウス!!?, Nyū sū'īshi hausu!!) - 101. I discepoli di Acacia (アカシアの弟子たち!!?, Akashia no deshi-tachi!!) - 102. Il tempo per fare a botte! (ケンカの時間!!?, Kenka no jikan!!) - 103. In coppia (コンビ!!?, Konbi!!) - 104. Una scala per il paradiso (天国への階段!!?, Tengoku e no kaidan!!) - 105. Dentro le nuvole (雲の中へ!!?, Kumo no naka e!!) - 106. Vegetable Sky (ベジタブルスカイ!!?, Bejitaburusukai!!) |                                         |                             |
| 12 | Trama Komatsu, scopre che l’ingrediente mancante era proprio la saliva del piccolo Wall Penguin orfano che lui a deciso di accudire. Finita la cura del braccio, Toriko e gli altri tornano a Gourmet Town per assaggiare la zuppa del secolo, e Toriko decide di aggiungerla nel proprio menù speciale, Takimaru e Match portano una porzione di zuppa nei loro villaggi ma anche i membri della Mafia Alimentare hanno evoluto le proprie cellule del buongusto grazie ad essa. Toriko torna finalmente a casa ma non trova più la sua abitazione. Chiede a Smile, l’architetto delle Torri Gourmet, di costruirgliene un’altra ma lui rifiuta perché non ha abbastanza materiale. Toriko quindi decide di aiutarlo nel raccogliere i dolci necessari e gli promette una porzione di zuppa del secolo se lui poi in cambio gli costruirà la casa. Toriko fa visita ad un suo vecchio amico: Ichiryu, il presidente della I.G.O. e uno dei tre discepoli di Acacia assieme a Jiro e al attuale capo della Mafia Alimentare. Toriko lotta con lui per testare le proprie capacità. Ichiryu, vedendo che è migliorato molto gli dà un incarico come allenamento: raccogliere l'erba ozono, che cresce in un orto nel cielo. Toriko e Komatsu partono per raggiungere l’"orto del cielo", il Vegetable Sky, il luogo in cui crescono le verdure più buone del mondo tra cui l'erba ozono. |                                         |                             |
| 13 | La realtà del Mondo del Buongusto 「グルメ界の現実!!」 | 4 marzo 2011 ISBN 978-4-08-870190-5     | 16 gennaio 2014             |
| 13 | Capitoli - 107. L'Erba Ozono (オゾン草!!?, Ozon Sou!!) - 108. La degustazione dell'Erba Ozono (オゾン草、実食!!?, Ozon Sou, jisshoku!!) - 109. Un corpo estraneo (異物!!?, Ibutsu!!) - 110. Nel Mondo del Buongusto (グルメ界へ!!?, Gurume-kai e!!) - 111. La realtà del Mondo del Buongusto (グルメ界の現実!!?, Gurume-Kai no genjitsu!!) - 112. Un altro mondo (別世界!!?, Bessekai!!) - 113. Ciò che manca (足りないもの!!?, Tarinaimono!!) - 114. Il coltello di Komatsu (小松の包丁!!?, Komatsu no hōchō!!) - 115. Alla conquista del Monte Melk (登頂!メルクマウンテン!!?, Tōchō! Meruku Maunten!!) |                                         |                             |
| 13 | Trama Komatsu raggiunge la radura delle erbe ozono. Quando però Toriko inizia a sfogliarle, esse sembrano contrariate e ritornano allo stato di seme. Komatsu, cercando di sentire la loro voce, capisce che è necessario un procedimento specifico che richiede il levare due foglie per volta e in modo simultaneo. Dopo numerosi tentativi falliti, riescono a raggiungere la foglia centrale. Una strana creatura somigliante ad un Robot GT arriva e mangia l'erba prima di andarsene. Ritornati al quartier generale della I.G.O., Ichiryu assegna a Toriko e Komatsu la raccolta di una lista di ingredienti rari come allenamento per il Mondo del Buongusto. Nel frattempo anche Coco e Sunny iniziano il loro allenamento. Toriko decide di provare ad entrare da solo nel Mondo del Buongusto, per testare il proprio livello attuale, ma rimane vittima delle insopportabili variazioni climatiche e delle enormi bestie del Mondo del Buongusto. Per sua fortuna viene salvato dal maestro del stordimento Jiro, sorprendentemente ringiovanito. Komatsu festeggia il ritorno di Toriko cucinando delle speciali pietanze, ma durante la preparazione il suo coltello da cucina preferito si rompe. Decidono perciò di recarsi dall’arrotino Melk, famoso per le sue lame raffinate, e di approfittarne per raccogliere anche il primo ingrediente della lista di Ichiryu: il firmamento di Melk. |                                         |                             |
| 14 | Il vero Melk 「”本物”のメルク!!」 | 4 aprile 2011 ISBN 978-4-08-870210-0    | 13 marzo 2014               |
| 14 | Capitoli - 116. Qualcosa su cui non cedere (譲れないモノ!!?, Yuzurenai mono!!) - 117. Il segreto del Firmamento (星屑の秘密!!?, Hoshikuzu no himitsu!) - 118. L'affilatura di Melk (メルクの研ぎ!!?, Meruku no togi!!) - 119. Irruzione nell'Heavy Hole! (ヘビーホール突入!!?, Hebī Hōru totsunyū!!) - 120. La vera identità del successore (二代目の正体!!?, Nidaime no shōtai!!) - 121. I due Melk (二人のメルク!!?, Futari no Meruku!!) - 122. Il vero Melk (”本物”のメルク!!?, "Honmono" no Meruku!!) - 123. Il lavoro del successore (二代目の仕事!!?, Nidaime no shigoto!!) - 124. Il coltello è pronto (包丁完成!!?, Hōchō kansei!!) |                                         |                             |
| 14 | Trama Giunti alla capanna di Melk, Toriko e Komatsu restano stupiti nello scoprire che il famoso Melk è in realtà un ragazzo giovanissimo. Toriko tuttavia non è convinto ed offende involontariamente il ragazzo, affermando che è più debole di quello che pensava. Dopo essersi chiariti, scoprono che quel ragazzo è in realtà il discepolo di Melk, Melk secondo. Toriko quindi si dirige verso la caverna più profonda del mondo umano, l'Heavy Hole, per recuperare il Firmamento di Melk, il secondo ingrediente richiestogli dal presidente. Una volta giunto sul fondo dell'Heavy Hole, incontra l'arrotino Melk Primo che gli rivela il compito affidatogli dal presidente dell'I.G.O: creare un coltello adatto a cucinare il contorno di Acacia, AIR. Quindi gli consegna il Firmamento di Melk. |                                         |                             |
| 15 | Zebra 「ゼブラ!!」 | 4 luglio 2011 ISBN 978-4-08-870257-5    | 17 aprile 2014              |
| 15 | Capitoli - 125. Un viaggio nell'oltretomba (黄泉への旅路!!?, Yomi e no tabiji!!) - 126. Honey Prison (ハニープリズン!!?, Hanī Purizun!!) - 127. Zebra (ゼブラ!!?, Zebura!!) - 128. Il rilascio (出所!!?, Shussho!!) - 129. Il reato di Zebra (ゼブラの罪!!?, Zebura no tsumi!!) - 130. Mondo di sabbia (砂の世界!!?, Suna no sekai!!) - 131. Desert Labyrinth (砂漠の迷宮!!?, Dezāto Rabirinsu!!) - 132. La Piramide del Buongusto (グルメピラミッド!!?, Gurume Piramiddo!!) - 133. Alla ricerca di Komatsu (小松、捜索!!?, Komatsu, sōsaku!!) - 134. I misteri della piramide (ピラミッドの謎!!?, Piramiddo no nazo!!) |                                         |                             |
| 15 | Trama Tornato da Melk II e Komatsu, Toriko attende che il coltello del cuoco sia pronto, quindi lascia il Monte Melk per recarsi ad ottenere la Mellow Cola, altro ingrediente richiestogli da Ichiryu. Prima di fare ciò, deve però andare a liberare da Honey Prison l'ultimo dei Quattro Sovrani del Cielo, Zebra. Giunti alla prigione, incontrano il vicedirettore della struttura che illustra loro il sistema di pene della prigione, quindi si dirigono ad incontrare la Direttrice Love, che si oppone, senza successo, al rilascio di Zebra a causa della sua cotta per quest'ultimo. Dopo aver assistito alla potenza devastante degli attacchi di Zebra, Toriko illustra a Komatsu la causa della prigionia di Zebra, ovvero l'aver portato all'estinzione 26 specie di animali. Quindi i due Sovrani ed il cuoco partono alla volta della Piramide Gourmet, situata nel Sand Garden, luogo in cui è custodita la Mellow Cola. Giunti al Sand Garden, arrivano ad un villaggio devastato dalla guerra, dove salvano gli abitanti dagli attacchi di uno Scorpione di Yamata, e dove chiedono informazioni riguardo alla Piramide. Venuti a sapere che si trova nel Deserto delle Sabbie Rosse, si dirigono alla volta del cosiddetto Cimitero dei Fornitori di Alimenti. Nel deserto, a causa dei miraggi, Komatsu si perde nelle gallerie sotterranee, mentre i Sovrani giungono alla piramide. |                                         |                             |
| 16 | Nuovo incontro con il male supremo 「最悪との再会!!」 | 2 settembre 2011 ISBN 978-4-08-870285-8 | 19 giugno 2014              |
| 16 | Capitoli - 135. Recupero (回復!!?, Kaifuku!!) - 136. Contro la Sfinge Salamandra (VSサラマンダースフィンクス!!?, VS Saramandā Sufinkusu!!) - 137. La vera natura della cola (コーラの正体!!?, Kōra no shōtai!!) - 138. La preparazione della Mellow Cola (メロウコーラ、調理!!?, Meroukōra, chōri!!) - 139. Richieste per Zebra (ゼブラの条件!!?, Zebura no jōken!!) - 140. Attacco combinato ("合体技"!!?, "Gattai-waza"!!) - 141. Pulsazioni (鼓動!!?, Kodō!!) - 142. Le condizioni per fare coppia (コンビの条件!!?, Konbi no jōken!!) - 143. Esplosivi viventi (生ける爆薬!!?, Ikeru bakuyaku!!) - 144. Nuovo incontro con il male supremo (最悪との再会!!?, Saiaku to no saikai!!) |                                         |                             |
| 16 | Trama Komatsu scopre un’impronta uguale a quella della creatura incontrata nel Vegetable Sky. Zebra con l’ultima voce rimasta protegge Komatsu grazie alla tecnica della Sound Armour, il quale prosegue in una serie di cunicoli fino ad arrivare a delle inquietanti catacombe. In una stanza, ricoperta di geroglifici antichi, trova uno strano libro, ma improvvisamente viene attaccato da una mummia, emersa da una bara, identica ad un Robot G.T.. Mentre Toriko e Zebra sconfiggono bestie di ogni tipo, Komatsu si imbatte in un terribile mostro. Riacquistata la voce Zebra e Toriko raggiungono finalmente Komatsu e si imbattono nel signore della piramide: la Sfinge salamandra. Il libro trovato da Komatsu è in realtà un ricettario, scritto da un popolo antico, che illustra i metodi di preparazione degli ingredienti presenti della piramide. Il cuoco stesso, consultando un arcaico ricettario scopre che la Mellow cola è in realtà costituita dalle lacrime della Sfinge Salamandra, e guida i Sovrani nel metodo di cattura corretto per ottenerla. Dopo aver concluso la preparazione, Komatsu viene attaccato da un Nitro che aveva involontariamente risvegliato poco prima. Questi beve la cola fuoriuscita dalle ghiandole lacrimali della Sfinge e mette al tappeto i due Sovrani. Tuttavia, dopo un difficile combattimento, Zebra e Toriko riescono ad eliminare il Nitro e ad ottenere la Mellow Cola. Tornati all'Hotel Gourmet vengono a sapere dal direttore Mansam la verità su Nitro e sul loro rapporto con Acacia. |                                         |                             |
| 17 | Il Gourami Solare 「サンサングラミー!!」 | 4 novembre 2011 ISBN 978-4-08-870305-3  | 17 luglio 2014              |
| 17 | Capitoli - 145. Il Santuario del Buongusto (グルメ神社!!?, Gurume Jinja!!) - 146. Spaventomela (ビックリアップル!!?, Bikkuri Appuru!!) - 147. L'uovo di Tigrallina (ニワトラの卵!!?, Niwatora no tamago!!) - 148. Il Gourami Solare (サンサングラミー!!?, Sansan Guramī!!) - 149. I Monti Mors (モルス山脈!!?, Morusu Sanmyaku!!) - 150. Death Fall (デスフォール!!?, Desu Fōru!!) - 151. Tecnica evoluta (進化した技!!?, Shinkashita waza!!) - 152. Intuito (直観!!?, Chokkan!!) - 153. Doppio pugno chiodato (ツイン釘パンチ!!?, Tsuin kugi panchi!!) |                                         |                             |
| 17 | Trama Dopo aver incontrato Starjun ed aver visitato il Santuario Gourmet, Toriko e Komatsu si occupano di due catture meno impegnative, la Sbalordimela e l'Uovo di Tigrallina. Poco dopo Toriko chiede a Sunny di aiutarlo ad ottenere il Gourami Solare, altro alimento sulla sua lista. Si recando dunque ai monti Mors e fanno la conoscenza del nuovo animale domestico di Sunny, una Serpente Madre di nome Queen. Giunti alle Cascate della Morte, habitat del Gourami Solare, Toriko e Sunny utilizzano e combinano le loro nuove tecniche per superare l'imponente potenza delle cascate. |                                         |                             |
| 18 | Il Casinò del Buongusto 「グルメカジノ!!」 | 3 febbraio 2012 ISBN 978-4-08-870371-8  | 18 settembre 2014           |
| 18 | Capitoli - 154. La fortuna alimentare di Komatsu (小松の食運!!?, Komatsu no shokuun!!) - 155. La degustazione del Gourami Solare (サンサングラミー実食!!?, Sansan Guramī jisshoku!!) - 156. I cuochi (料理人たち!!?, Ryōrinin-tachi!!) - 157. Lo scrigno dei tesori del presidente (会長の宝箱!!?, Kaichō no takarabako!!) - 158. Komatsu e Ootake (小松と大竹!!?, Komatsu to Ōtake!!) - 159. La voce del pasto completo (フルコースの声!!?, Furu kōsu no koe!!) - 160. Meteor Garlic (メテオガーリック!!?, Meteo Gārikku!!) - 161. Il Casinò del Buongusto (グルメカジノ!!?, Gurume Kajino!!) - 162. È tempo di giocare d'azzardo (賭博時間（ギャンブルタイム）!!?, Gyanburu taimu!!) |                                         |                             |
| 18 | Trama Komatsu preleva di persona il Gourami, e, una volta ottenutolo, e insaporitolo col firmamento di Melk, lo mangiano assieme sulla testa di Queen. Nelle cucine della Mafia Alimentare, Starjun, Niceny e Tommy Rod, che nel frattempo si è ripreso e ha evoluto le sue cellule, si riuniscono per progettare il rapimento di diversi cuochi di alto livello per renderli schiavi. Nel frattempo Toriko e Coco si recano al Biotopo n° 8 per trovare una delle portate del menù completo di Ichiryu, nascoste in ogni biotopo del Mondo Umano. Intanto Komatsu fa visita ad un suo vecchio amico: Ootake, chef del Castello delle fiabe. Toriko e Coco raggiungono facilmente il gigantesco forziere, contenente l’ingrediente misterioso, che una volta aperto si rivela essere apparentemente un semplice fagiolo. Komatsu rimane deluso dal cambiamento di Ootake e dal suo eccessivo attaccamento ai soldi e lancia una sfida al vertice della classifica mondiale dei cuochi a modo suo, ma non sa che entrambi sono in grande pericolo. Toriko, Coco e Komatsu si recano a Gidal, una regione dove ogni tipo di crimine dilaga. Non essendo affiliata con la I.G.O. non è sottoposta alle sue leggi e permette la compravendita di ingredienti rari e narcotici. Qui fanno la conoscenza con Livebearer, direttore del casinò, che li invita a giocare al "Gourmet Tasting", un gioco dove sono messi in palio i ricordi delle persone. |                                         |                             |
| 19 | Gourmet Tasting 「グルメテイスティング!!」 | 4 aprile 2012 ISBN 978-4-08-870403-6    | 18 dicembre 2014            |
| 19 | Capitoli - 163. I segreti del Mondo della Cucina Clandestina (地下料理界の秘密!!?, Chika Ryōri-kai no himitsu!!) - 164. Gourmet Tasting (グルメテイスティング!!?, Gurume Teisutingu!!) - 165. Contro Live Bearer (VSライブベアラー!!?, Bāsasu Raibubearā!!) - 166. La sfida si accende (勝負のキモ!!?, Shōbu no kimo!!) - 167. L'alimento Jolly (ジョーカー食材!!?, Jōkā shokuzai!!) - 168. L'obiettivo di Coco (ココの狙い!!?, Koko no nerai!!) - 169. La combinazione alimentare vincente (勝利の食べ合わせ!!?, Shōri no tabeawase!!) - 170. La degustazione del Meteor Garlic (メテオガーリック実食!!?, Meteo Gārikku jisshoku!!) - 171. I dominatori di un'epoca (時代の覇者!!?, Jidai no hasha!!) |                                         |                             |
| 19 | Trama Al gruppo di Toriko si unisce Match, intenzionato a fermare il mercato nero gestito dall’organizzazione criminale del mondo della cucina clandestina capitanata da Live Bearer. Il Meteor Garlic che stanno cercando è contenuto sotto forma di dati nel cervello di Live Bearer, il quale sfida ognuno a scommettere sui propri ricordi organizzando un gioco di carte: il Gourmet Tasting, in cui i giocatori, rispettando le regole, devono appaiare le carte e mangiare il piatto raffigurato su di esse. Se si riesce a finirlo si vincono i punti assegnati in base alla tipologia di ingredienti, altrimenti il turno passa all’avversario. Live Bearer ottiene subito un largo vantaggio consumando cibi di alto livello. Ma Toriko riesce a finire ingredienti molto particolari, grazie alla preparazione di Komatsu, e riporta lo scontro alla parità. Dopo aver vinto grazie alla capacità di Coco, trovano l'Aglio Meteora nei magazzini del casinò, assieme a delle informazioni riguardo al menù completo di Ichiryu. Il gruppo si reca alla reggia del Regno di Gidal, dove lavora Joa, chef privato del re Danil Kan e unico chef a conoscenza dell’ubicazione di Atom, la bevanda del menù di Acacia cercato da Coco. Al loro arrivo, tuttavia, la reggia è già deserta. |                                         |                             |
| 20 | Ichiryu e Midora 「一龍と三虎!!」 | 4 luglio 2012 ISBN 978-4-08-870465-4    | 19 febbraio 2015            |
| 20 | Capitoli - 172. Ichiryu e Midora (一龍と三虎!!?, Ichiryū to Midora!!) - 173. Babbo Buongusto (グルメサンタ!!?, Gurume Santa!!) - 174. Madame Fish (マダムフィッシュ!!?, Madamu Fisshu!!) - 175. Gara sullo Stagno Pentola (鍋池の競争!!?, Nabe-ike no kyōsō!!) - 176. Aceto reale (王酢!!?, Ōzu!!) - 177. Dudurian Bomb (ドドリアンボム!!?, Dodorian Bomu!!) - 178. Econori (エコのり!!?, Ekonori!!) - 179. Il completamento del rotolo di sushi (恵方巻完成!!?, Ehōmaki kansei!!) - 180. La Cucina Fantasma (雲隠れ割烹!!?, Kumogakure Kappō!!) |                                         |                             |
| 20 | Trama Ichiryu si reca alla base della Mafia Alimentare e dopo aver mostrato la sua incredibile forza desidera poter parlare con il boss Midora. Il tentativo di riappacificare la acque non ha successo e Ichiryu è costretto ad andarsene consapevole che molto presto servirà molto più aiuto se vuole sottrarre God dalle forze del male. La notte di Natale Toriko, Komatsu, Sunny e tutti gli altri si mettono nei panni di Babbo Natale per distribuire regali ai bambini delle nazioni povere, non aggregate all’I.G.O., grazie ai fondi ottenuti dalle scommesse del Colosseo del Buongusto. Per l'alimento successivo Toriko e Komatsu devono riuscire a trovare il famoso Tempio Shokurin, dove si trova il Frutto Bolla, penultimo tra gli ingredienti richiesti dal Presidente. Per trovarlo il Fornitore di Alimenti si rivolge a Monchi, un indovino che gli rivela, a prezzo di alcuni alimenti, dove poter trovare il tempio. Tuttavia, invece di giungere al tempio, arrivano alla Cucina Fantasma, dove conoscono la chef Chiru e il maestro del Tempio Shokurin, nonché uno dei quattro Patrimoni Viventi del Cibo di Lusso, Chin. |                                         |                             |

## Volumi 21-30
| Nº | Titolo italiano Giapponese 「Kanji」 - Rōmaji | Data di prima pubblicazione             | Data di prima pubblicazione             |
| Nº | Titolo italiano Giapponese 「Kanji」 - Rōmaji | Giapponese                              | Italiano                                |
| 21 | Scontro decisivo al tempio di Shokurin 「決戦!食林寺!!」 | 4 ottobre 2012 ISBN 978-4-08-870518-7   | 19 marzo 2015                           |
| 21 | Capitoli - 181. Il tempio di Shokurin (食林寺!!?, Shokurin-ji!!) - 182. Il frutto di sapone (シャボンフルーツ!!?, Shabon furūtsu!!) - 183. La potenza del galateo alimentare (食義の実力!!?, Shokugi no jitsuryoku!!) - 184. L'allenamento al tempio di Shokurin (食林寺の修業!!?, Shokurin-ji no shugyō!!) - 185. Bubble way (バブルウェイ!!?, Baburu wei!!) - 186. Immersione alimentare (食没!!?, Shokubotsu!!) - 187. La degustazione del frutto di sapone (シャボンフルーツ実食!!?, Shabon furūtsu jisshoku!!) - 188. Scontro decisivo al tempio di Shokurin (決戦!食林寺!!?, Kessen! Shokurin-ji!!) - 189. Colui che ha perfezionato il galateo alimentare (食義を極めし者!!?, Shokugi o kiwameshi mono!!) |                                         |                                         |
| 21 | Trama Chin guida Toriko e Komatsu fino al Tempio e li inizia all'addestramento del Galateo Alimentare e del Rispetto del Cibo, una disciplina che migliora la concentrazione, la forza e l'abilità in cucina. Quando li ritiene pronti, Chin chiede a Toriko di seguirlo per ottenere il Frutto Bolla. Toriko è quindi guidato lungo la Bubble Way, una via interminabile priva di qualsivoglia alimento. Toriko, a causa dell'assenza di cibo e bevande, rischia di morire di fame ma, all'ultimo secondo, ringrazia tutti gli alimenti che ha mangiato nella sua vita, permettendo così al Frutto Bolla di mostrarsi e di lasciarsi mangiare, recuperando così le forze. A questo punto Chin si allontana a causa dell'assalto della Mafia Alimentare al Tempio Shokurin. Quando anche Toriko ritorna al Tempio, trova gli assistenti maestri sconfitti da una Belva-Feccia, mentre il Maestro Chin combatte con Chiru, sua ex partner e ex cuoca della Cucina Fantasma. |                                         |                                         |
| 22 | Le quattro belve 「四獣!!」 | 4 dicembre 2012 ISBN 978-4-08-870553-8  | 13 maggio 2015                          |
| 22 | Capitoli - 190. Coltello VS. coltello da cucina (ナイフVS包丁!!?, Naifu Bāsasu Hōchō!!) - 191. Il partner di Ootake (大竹のコンビ!!?, Ōtake no Konbi!!) - 192. L'antipasto nascosto (隠された前菜!!?, Kakusareta Zensai!!) - 193. Gli impiegati del biotopo numero zero (第0ビオトープ職員!!?, Dai-zero Biotōpu Shokuin!!) - 194. Le quattro belve (四獣!!?, Shijū!!) - 195. Una cena dal Re delle portate (膳王の晩餐!!?, Zen-Ō no Bansan!!) - 196. Le quattro belve all'attacco (四獣侵攻!!?, Shijū Shinkō!!) - 197. 4 VS. 4 (4vs4!!?, Yon Bāsasu Yon!!) - 198. Oltre cento (オーバー100!!?, Ōbā Hyaku!!) |                                         |                                         |
| 22 | Trama Dopo aver eliminato senza difficoltà la Belva-Feccia inizia a combattere contro Chiru, che nel frattempo aveva sconfitto Chin, battendola facilmente, mentre Komatsu si confronta con Ootake, che si è unito alla Mafia Alimentare. In quel momento arriva un Robot GT controllato da Starjun, che preleva Chiro e Ootake e dice a Toriko che si sarebbero incontrati di nuovo al Festival della Cucina. Passato un po' di tempo, Toriko si incontra con gli altri Sovrani per far fronte alla minaccia secolare delle Quattro Belve all'ultimo piano delle Gourmet Towers, nel ristorante dello chef Yuda, dove mangiano il Frutto Bolla cucinato da Komatsu e dove guardano un video del presidente Ichiryu che presenta loro la situazione, interrotto però da Zebra. Ognuno di loro si dirige ad affrontare una delle Belve. |                                         |                                         |
| 23 | Cena del pasto reale 「王食晩餐!!」 | 4 febbraio 2013 ISBN 978-4-08-870617-7  | 17 giugno 2015                          |
| 23 | Capitoli - 199. Quattro epiloghi (4つの決着!!?, Yottsu no ketchaku!!) - 200. Il corpo principale delle quattro belve (四獣の本体!!?, Shijū no hontai!!) - 201. Grande caos nel Mondo Umano (人間界大混乱!!?, Ningen-kai Dai-konran!!) - 202. Pioggia verde (緑の雨（グリーンレイン）!!?, Gurīn Rein!!) - 203. Piatti antiveleno (解毒料理!!?, Gedoku ryōri!!) - 204. Un nuovo modo di cucinare (新しい調理法!!?, Atarashii chōri-hō!!) - 205. La curiosità per i sapori (味への好奇心!!?, Aji e no kōkishin!!) - 206. L'appetito ("食欲"!!?, Shokuyoku!!) - 207. Cena del pasto reale (王食晩餐!!?, Ōshoku bansan!!) |                                         |                                         |
| 23 | Trama I quattro sovrani sconfiggono le bestie, ma Ling, guardando la parte del video che Zebra aveva interrotto, li informa che le Quattro Belve sono in realtà un'unica creatura, e che il corpo principale si trova nel centro del mondo umano. Toriko e gli altri si dirigono subito ad affrontarlo, mentre il corpo principale delle Quattro Belve scatena sulla zona la Green Rain, un veleno che uccide chiunque vi si bagni entro un'ora. Mentre i Sovrani, aiutati da Terry, Kiss e Queen, abbattono il corpo principale con una tecnica combinata, la "Cena del Pasto Reale", Komatsu, Yuda, Setsuno e altri cuochi preparano l'antidoto alla Green Rain, salvando così il mondo degli umani. |                                         |                                         |
| 24 | Si alza il sipario sul Festival della Cucina 「クッキングフェス"開幕!!」 | 5 maggio 2013 ISBN 978-4-08-870663-4    | 19 agosto 2015                          |
| 24 | Capitoli - 208. La degustazione delle quattro belve (四獣、実食!!?, Shijū, jisshoku!!) - 209. Il cuoco Komatsu (科理人，小松?, Shitenchō, Komatsu!!) - 210. Sparachiodi (ネイルガン!!?, Neiru Gan!!) - 211. Si alza il sipario sul Festival della Cucina (クッキングフェス"開幕!!?, Kukkingu Fesu kaimaku!!) - 212. Scendono in campo gli atleti (選手入場!!?, Senshu nyūjō!!) - 213. Cominciano le eliminatorie (予選開始!!?, Yosen kaishi!!) - 214. Seria competizione (真剣勝負!!?, Shinken shōbu!!) - 215. Entra in scena Brunch (ブランチ、見参!!?, Buranchi, kenzan!!) - 216. Spazziamoli via! (ごぼう抜き!!?, Gobō-nuki!!) |                                         |                                         |
| 24 | Trama Gli chef cucinano la carne e tutta la popolazione della Città del Buongusto mangia in compagnia e in pace. Toriko si reca in un luogo isolato per testare il suo nuovo livello di forza ma viene interrotto dall’arrivo di Johannes che lo informa che in occasione del Festival Culinario, un evento colossale che si svolge ogni 4 anni sulla Cooking Island, deve reperire un ingrediente particolare. Intanto Komatsu viene informato dal G7 di essere stato invitato a partecipare al Festival Culinario. Komatsu fa la conoscenza di diversi chef di alto livello mentre Zaus e Sentsuno si lanciano una sfida per vedere chi sarà il migliore. Inizia la prima prova, che consiste in un triathlon attraverso l’intera isola per recuperare gli ingredienti e poi la preparazione di un piatto una volta tornati nel Cooking Stadium, dove i peggiori 50 verranno eliminati. Intanto l’arena viene informata che un ultimo chef è appena entrato a far parte della gara: il 3º classificato nella classifica mondiale e con la peggiore reputazione, Tengu Brunch. Il leggendario cuoco raggiunge in pochi secondi Komatsu il quale è ora nella fase della selezione degli ingredienti. Colpito dal suo amore verso il cibo decide di aiutarlo a trasportare tutti gli ingredienti rimasti. |                                         |                                         |
| 25 | La Mafia Alimentare all'assalto 「美食會、襲来!!」 | 4 luglio 2013 ISBN 978-4-08-870766-2    | 16 settembre 2015                       |
| 25 | Capitoli - 217. Il segnale dell'inizio della battaglia (開戦の合図!!?, Kaisen no aizu!!) - 218. La Mafia Alimentare all'assalto (美食會、襲来!!?, Bishoku-kai, shūrai!!) - 219. Inizia il combattimento (戦闘開始!!?, Sentō Kaishi!!) - 220. Lotta selvaggia (野生の闘い!!?, Yasei no tatakai!!) - 221. I.G.O. VS. Mafia Alimentare (美食會!!?, Ai-Jī-Ō bāsasu Bishoku-kai!!) - 222. Il peggior asso nella manica (最悪の切り札!!?, Saiaku no kirifuda!!) - 223. I cuochi sotto tiro (狙われた料理人!!?, Nerawareta ryōrijin!!) - 224. La speranza del mondo (世界の希望!!?, Sekai no kibō!!) - 225. Risveglio (覚醒!!?, Kakusei!!) |                                         |                                         |
| 25 | Trama Inizia la parte finale del torneo dove gli ultimi 16 cuochi si sfidano per titolo. La sfida consiste nella prova della cucina al buio: i due chef si trovano in una stanza oscura dove dovranno cucinare gli ingredienti solamente con i propri sensi. Komatsu comincia cercare gli ingredienti ma viene afferrato da Starjun. Intanto Mansam e Rin vengono attaccati, sulla spiaggia dell’isola, da un'orda di creature malvagie arrivate assieme ai membri della Mafia Alimentare. I Quattro Re Celestiali cercano di attaccare Starjun che si ritrova faccia a faccia con Toriko. Coco attacca con il suo veleno le bestie volanti provenienti dal cielo ma viene interrotto dall’arrivo di Grinparch. Anche Sani viene attaccato da Tommy Rod e tra i due parte la battaglia. Intanto Brunch, assieme a tutti gli altri chef rimasti si coalizzano per poter affrontare i membri della Mafia Alimentare. |                                         |                                         |
| 26 | Il limite e oltre 「限界のその先!!」 | 2 agosto 2013 ISBN 978-4-08-870784-6    | 18 novembre 2015 ISBN 978-88-6920-558-3 |
| 26 | Capitoli - 226. VS. Tommy Rod (VS トミーロッド!!?, Bāsasu Tomīroddo!!) - 227. Il destino della battaglia (決闘の行方!!?, Kettō no yukue!!) - 228. Il lampo (稲妻!!?, Inazuma!!) - 229. VS. l'immortale (不死身!!?, Fujimi!!) - 230. Tradimento (裏切り!!?, Uragiri!!) - 231. Zebra al contrattacco (逆襲のゼブラ!!?, Gyakushū no Zebura!!) - 232. Ombre striscianti (蠢く影!!?, Ugomeku kage!!) - 233. Il richiamo (呼び声!!?, Yobigoe!!) - 234. Il limite e oltre (限界のその先!!?, Genkai no sono saki!!) |                                         |                                         |
| 26 | Trama Nonostante la grande forza del suo avversario, Sunny riesce ad ucciderlo con la sua tecnica finale, i "Satan Hair". Brunch intanto sconfigge l'immortale Elm, mentre Zebra affronta un gruppo di Nitro. Intanto Setsuno sta combattendo con Chiyo ma viene interrotta dall’arrivo dei membri della Neo. Setsuno è stupita di vedere Zaus dalla parte dei nemici e del numero di cicatrice sul suo volto, supponendo che siano state inflitte dello chef oscuro Joa; colui che partecipò alla 1ª edizione del Festival Culinario ma a causa del suo comportamento scorretto di fronte alle regole venne bandito dal mondo della cucina. Komatsu raggiunge finalmente Toriko trovandolo senza forze e sconfitto; Mansam continua disintegrare i Robo G.T ma viene colpito alle spalle da Shige. Komatsu vedendo la scena che ha di fronte, ricorda tutti momenti belli passati con il Re Celestiale e inizia a chiamare a squarciagola Toriko che sentendo la voce del suo partner riesce a rialzarsi e continuare a combattere intenzionato a superare i propri limiti. |                                         |                                         |
| 27 | L'energia nascosta 「秘めた力!!」 | 1º novembre 2013 ISBN 978-4-08-870835-5 | 16 dicembre 2015 ISBN 978-88-6920-600-9 |
| 27 | Capitoli - 235. La convinzione suprema (究極の思い込み!!?, Kyūkyoku no omoikomi!!) - 236. Il nemico più forte (最強の敵（ライバル）!!?, Saikyō no raibaru!!) - 237. Battaglia al calor bianco (灼熱の闘い（バトル）!!?, Shakunetsu no batoru!!) - 238. I limiti della forza (力の限り!!?, Chikara no kagiri!!) - 239. Situazione disperata (絶体絶命!!?, Zettaizetsumei!!) - 240. L'energia nascosta (秘めた力!!?, Himeta chikara!!) - 241. La potenza occulta (黒幕!!?, Kuromaku) - 242. Joa, l'uomo misterioso (ミステリーマン, ジョア!!?, Misuterīman, Joa!!) - 243. Jiro, la bestia scatenata (暴獣 二狼!!?, Bōjū: Jirō!!) |                                         |                                         |
| 27 | Trama Torino si scatena contro Starjun, procurandogli serie ferite ma non riuscendo ad eliminarlo. Sconfitto, involontariamente risveglia l'Oni Rosso che ferisce gravemente Starjun. Mentre questi sta per dargli il colpo di grazia, Komatsu si offre di seguirlo senza opporre resistenza in cambio della vita del Fornitore di Alimenti. Gli scontri nello stadio vengono interrotti dall'arrivo di Joa, capo della Neo, accompagnato da Teppei. Il primo ad attaccarlo è Zebra ma viene fermato da Teppei che ormai è stato trasformato dal potere di Joa. Joa colpisce Setsuno, con un colpo che taglia tutta l’isola, ma l’anziana cuoca riesce in parte a parare il colpo con il suo coltello personale. Joa con una tecnica oscura risveglia i Nitro, precedentemente sconfitti da Zebra che attaccano Setsuno. A sorpresa giunge in soccorso il Maestro del Knocking Jirou. |                                         |                                         |
| 28 | Le lacrime della tigre 「虎の涙!!」 | 4 gennaio 2014 ISBN 978-4-08-870888-1   | 17 febbraio 2016 ISBN 978-88-6920-693-1 |
| 28 | Capitoli - 244. Un'identità avvolta nel mistero (謎を呼ぶ正体!!?, Nazo o yobu shōtai!!) - 245. Il momento della fine (終末の刻!!?, Shūmatsu no toki!!) - 246. Un'altra battaglia decisiva (もう一つの決戦!!?, Mōhitotsu no kessen!!) - 247. Scontro violento tra il drago e la tigre (龍虎激突!!?, Ryūko gekitotsu!!) - 248. La forza di Ichiryu (一龍の力!!?, Ichiryū no chikara!!) - 249. La rivolta della minoranza (少数派の反逆!!?, Shōsūha no hangyaku!!) - 250. Una fame senza limiti (底知れぬ空腹!!?, Sokoshirenu kūfuku!!) - 251. Acacia e i tre discepoli (美食神と三弟子!!?, Bishoku-shin to san deshi!!) - 252. La favola di Acacia (アカシアのおとぎ話!!?, Akashia no otogibanashi!!) - 253. Le lacrime della tigre (虎の涙!!?, Tora no namida!!) |                                         |                                         |
| 28 | Trama Jirou con un solo Knocking ferma la rotazione terrestre, bloccando chiunque sull’isola a parte Joa che a questo punto mostra la sua vera identità, rivelando le sembianze di Frohze; la chef che fece da partner ad Acacia. Nelle Isole Disperse intanto ha inizio il combattimento tra Ichiryu e Midora, che ricorda il suo passato. Del momento in cui da ragazzo rischio di morire a causa della scarsità del cibo, fino a quando conobbe Frohze e si unì ai discepoli di Acacia: Jirou e Ichiryu. All’apparizione di GOD, Acacia e Frohze partirono per ottenerlo ma quest’ultima, nel tentativo di cucinarlo rimase gravemente ferita, e Midora cercò di recuperare l’Acqua Divina, protetta dal Drago Derous, necessaria per la cura e di quando Frohze utilizzò per l’ultima volta la God Cooking per guarire le sue ferite, sacrificando tutta la sua energia vitale. Midora uscì distrutto da quel momento e promise ad Acacia che sarebbe vissuto a lungo per Frohze. |                                         |                                         |
| 29 | Il miglior fornitore di alimenti al mondo 「世界一の美食屋!!」 | 4 marzo 2014 ISBN 978-4-08-880024-0     | 16 marzo 2016 ISBN 978-88-6920-922-2    |
| 29 | Capitoli - 254. Ai confini del dolore (悲しみの果て!!?, Kanashimi no hate!!) - 255. Risveglio (目覚め!!?, Mezame!!) - 256. Il vero nemico (本当の敵!!?, Hontō no teki!!) - 257. La fine di un'epoca (時代の終わり!!?, Jidai no owari!!) - 258. L'avanzata del male (悪の行進!!?, Aku no kōshin!!) - 259. L'ipotesi di Coco (ココの仮説!!?, Coco no kasetsu!!) - 260. Il sogno di Toriko (トリコの夢!!?, Toriko no yume!!) - 261. L'ambizione di Ootake (大竹の野望!!?, Ōtake no yabō!!) - 262. Il tavolo da pranzo di Midora (三虎の食卓!!?, Midora no shokutaku!!) - 263. Il miglior fornitore di alimenti al mondo (世界一の美食屋!!?, Sekaiichi no bishokuya!!) |                                         |                                         |
| 29 | Trama Midora sconfigge Ichiryuu, ma non trova il coraggio di finire colui che ha amato come la propria famiglia, che viene tuttavia ucciso da un nitro Blu. L’enorme potenza dell’attacco si riversa sulla Terra sotto forma di meteoriti. Dopo la fuga della Neo gli chef rimasti collaborano per fermare la discesa delle meteoriti sulla Cooking Island. Starjun lascia il campo di battaglia con Komatsu dando appuntamento a Toriko nel Mondo del Buongusto. Alla Base della Mafia Alimentare, Komatsu acconsente a preparare un pasto per Midora. Stupito dalle abilità del cuoco, il Boss della Mafia Alimentare acconsente al rilascio di Komatsu. Quest'ultimo, tuttavia, afferma che preferisce aspettare l'arrivo di Toriko. Questi, ristabilitosi, entra nuovamente nel Mondo del Buongusto per salvare l'amico. |                                         |                                         |
| 30 | Forza, verso il Mondo del Buongusto! 「いざグルメ界へ!!」 | 4 giugno 2014 ISBN 978-4-08-880056-1    | 18 maggio 2016 ISBN 978-88-6920-922-2   |
| 30 | Capitoli - 264. Forza, verso il Mondo del Buongusto!! (いざグルメ界へ!!?, Iza Gurume-kai e!!) - 265. Pioggia benefica (恵みの雨!!?, Megumi no Ame!!) - 266. L'ultimo scrigno (最後の宝箱!!?, Saigo no Takara Hako!!) - 267. Il pigolio della speranza (希望の産声!!?, Kibō no San Koe!!) - 268. L'uovo miracoloso! (奇跡の卵!!?, Kiseki no Tamago!!) - 269. L'eredità dell'animo (受け継がれる心!!?, Uketsugareru Kokoro!!) - 270. L'ultima chiave (最終鍵!!?, Saishu kagi!!) - 271. Il messaggio di Ichiryu (一龍の言伝!!?, Ichiryū no Kotodzute!!) - 272. Là dove aspettano i sogni (夢の待つ場所へ!!?, Yume no matsu basho e!!) |                                         |                                         |
| 30 | Trama Tornato, dopo un anno e mezzo, nel Mondo degli Umani insieme a Komatsu, Toriko si riconcilia con i suoi compagni e accetta la proposta di matrimonio di Rin. Trovato quindi il Piatto Principale del menù completo di Ichiryu, l'Uccello Millenario, salvano il mondo degli umani dalla carestia. Dopo aver incontrato lo Chef d'Argento Kiki, che presenta loro i rischi della loro impresa, I Quattro Sovrani e Komatsu partono alla volta del Mondo del Buongusto alla ricerca del Menù completo di Acacia. |                                         |                                         |

## Volumi 31-40
| Nº | Titolo italiano Giapponese 「Kanji」 - Rōmaji | Data di prima pubblicazione             | Data di prima pubblicazione              |
| Nº | Titolo italiano Giapponese 「Kanji」 - Rōmaji | Giapponese                              | Italiano                                 |
| 31 | Il mondo degli alimenti mostruosi 「妖食界!!」 | 4 settembre 2014 ISBN 978-4-08-880173-5 | 15 giugno 2016 ISBN 978-88-226-0049-3    |
| 31 | Capitoli - 273. Il porto degli spiriti maligni (悪霊たちの港!!?, Akuryō tachi no minato!!) - 274. Nella nebbia più fitta (五里霧中!!?, Gorimuchū!!) - 275. Gli inganni della nebbia (霧の幻惑!!?, Kiri no genwaku!!) - 276. Il vero valore di un anno e mezzo (一年半の真価!!?, Ichinen-han no shinka!!) - 277. Un messaggero dal mondo degli alimenti mostruosi (妖食界からの使者!!?, Yōshoku-kai Kara no shisha!!) - 278. Labirinto di morte (死の迷宮!!?, Shi no meikyū!!) - 279. Indicavia (道標!!?, Michishirube!!) - 280. Il mondo degli alimenti mostruosi (妖食界!!?, Yōshoku-kai!!) - 281. L'eremita Dharma (ダルマ仙人!!?, Daruma sennin!!) - 282. Le quattro strade (四つの道!!?, Yottsu no michi!!) |                                         |                                          |
| 31 | Trama Giunti nel Porto degli Spiriti Maligni, uno degli ingressi del Mondo del Buongusto, Toriko mostra la sua attuale forza contro delle creature che avevano teso loro un agguato. Accompagnati da Mappy, una rana abitante del Mondo del Cibo Incantato, il gruppo giunge infine nell'area 8 e raggiungono il Mondo del Cibo incantato, dove ritrovano Brunch e incontrano l'eremita di Dharma e Melk primo, che spiegano loro come cucinare l'alimento del menù di Acacia che si trova in quell'area, AIR. Toriko, Komatsu e Mappy, si dirigono alla Collina del Re Cavallo per ottenere il permesso del Re Cavallo Herakles di ottenere AIR. |                                         |                                          |
| 32 | VS. Herakles 「バーサスヘラクレス!!」 | 4 novembre 2014 ISBN 978-4-08-880210-7  | 17 luglio 2016                           |
| 32 | Capitoli - 283. La vittima sacrificale per il re dei cavalli (馬王のいけにえ!!?, Uma-Ō no ikenie!!) - 284. La determinazione di Toriko (トリコの覚悟!!?, Toriko no kakugo!!) - 285. VS. Herakles (バーサスヘラクレス!!?, Bāsasu Herakuresu!!) - 286. Il risveglio del "blu" (“青”の覚醒!!?, "Ao" no kakusei!!) - 287. La pioggia lenta e Air, l'alimento sovrano (のろま雨と食王!!?, Noroma ame to shoku-Ō!!) - 288. Il metodo per cucinare Air (1ª parte) (エアの調理法!!?, Ea no chōri-hō!!) - 289. Il metodo per cucinare Air (2ª parte) (続•エアの調理法!!?, Zoku - Ea no chōri-hō!!) - 290. Un nuovo re (新たなる王!!?, Aratanaru-Ō!!) - 291. La degustazione di Air (エア, 実食!!?, Ea, jisshoku!!) |                                         |                                          |
| 32 | Trama Toriko si batte con il Re Cavallo per permettere a Komatsu e Mappy di raggiungere AIR, ma viene sconfitto con un colpo solo. Ciò causa il risveglio dell'Oni Blu, che ingaggia subito battaglia con il re, mentre Komatsu e gli altri si apprestano a preparare AIR. Toriko viene però salvato dal completamento della preparazione di AIR per mano di Komatsu, mentre Heracles partorisce un nuovo esemplare della sua specie. Raggiunti gli amici alla Collina della Pioggia Lenta, Toriko assaggia AIR e decide di includerlo nel suo menù completo come contorno. |                                         |                                          |
| 33 | Forza, verso l'area sette! 「いざエリア7!!」 | 5 gennaio 2015 ISBN 978-4-08-880274-9   | 21 settembre 2016 ISBN 978-88-226-0309-8 |
| 33 | Capitoli - 292. Il mistero delle cellule del Buongusto (グルメ細胞の謎!!?, Gurume saibō no nazo!!) - 293. L'assalto di Neo (NEO急襲!!?, NEO kyūshū!!) - 294. Un altro mondo (もう一つの世界!!?, Mōhitotsu no sekai!!) - 295. Forza, verso l'Area sette! (いざエリア7!!?, Iza Eria 7!!) - 296. Il dominatore dell'ecosistema (生態系の統率者!!?, Seitaikei no tōsotsu-sha!!) - 297. Assedio senza limiti (際限なき包囲!!?, Saigen naki hōi!!) - 298. L'avvertimento degli antichi (太古人の警告!!?, Taiko hito no keikoku!!) - 299. La rivolta contro l'oppressione (圧制への反旗!!?, Assei e no hanki!!) - 300. Attacchi violenti e ruggiti (猛攻と咆哮!!?, Mōkō to hōkō!!) |                                         |                                          |
| 33 | Trama Il gruppo viene attaccato da NEO e Komatsu viene mortalmente ferito da Teppei. Furioso, Toriko risveglia nuovamente l'Oni Rosso ed elimina senza difficoltà Shigematsu, passato dalla parte dei nemici. i quattro sovrani partono quindi alla volta dell'Area 7 alla ricerca di PAIR, unico alimento in grado di salvare Komatsu dalla morte. Giunti nell'area 7 respingono l'assalto di alcune scimmie che volevano eliminarli, quindi incontrano un Nitro che afferma di essere lo Chef di Bronzo Kaka che spiega loro la gerarchia dell'isola, la storia della civiltà dell'area 7 e che PAIR è costituita in realtà dai testicoli del Re dell'area 7, il Re Scimmia Bambina. |                                         |                                          |
| 34 | I divertimenti del re 「王の遨び!!」 | 3 aprile 2015 ISBN 978-4-08-880329-6    | 16 novembre 2016 ISBN 978-88-226-0372-2  |
| 34 | Capitoli - 301. I divertimenti del re (王の遨び!!?, Ō no a bi!!) - 302. La vera identità del tesoro alimentare Pair (食寶ペア正体!!?, Shoku takara Pea sei karada!!) - 303. Al momento dell'incontro (邂逅一番!!?, Kaikō ichiban!!) - 304. Il seme del coraggio (勇気の種!!?, Yūki no tane!!) - 305. I preparativi per il gioco (プ レイタイムの準備!!?, Pureitaimu no junbi!!) - 306. Cogli l'occasione (スパークグラブ!!?, Supākugurabu!!) - 307. Ritorno deciso sulla montagna (決意の再入山!!?, Ketsui no sainyū yama!!) - 308. Camminare a piena potenza (歩みフルパワー!!?, Ayumi furupawā!!) - 309. Il ritorno dell'istante (瞬間の再来!!?, Shunkan no sairai!!) - 310. Gong! (ゴング!!?, Gongu!!) |                                         |                                          |
| 34 | Trama Giunti alla Montagna delle 100 G, Toriko e gli altri scampano all'attacco del Re, ma a costo di un braccio per Toriko. Kaka addestra il gruppo nell'arte marziale delle scimmie che abitano l'area 7, l'Enbu. Tre giorni dopo sono pronti per lo scontro con Bambina, che avviene sulla cima della Montagna delle 100 G. Mentre combattono scoprono che il metodo di cattura corretto per ottenere PAIR consiste nel replicare specularmente i movimenti del Re Scimmia, contrariamente a quanto detto loro dal falso Kaka, rivelatosi uno dei Nitro Blu. |                                         |                                          |
| 35 | Shall we dance? 「サルウイーダンス!!」 | 3 luglio 2015 ISBN 978-4-08-880365-4    | 14 dicembre 2016 ISBN 978-88-226-0410-1  |
| 35 | Capitoli - 311. Il mostro che esce allo scoperto (出ズル化け物!!?, Dezuru bakemono!!) - 312. Cosa vorresti mangiare? (何が喰いたい!!?, Nani ga kuitai!!) - 313. Quella persona (その者!!?, Sono-sha!!) - 314. Shall we dance? (サルウイーダンス!!?, Saru Uī Dansu!!) - 315. Raffica da 240 000 miliardi (240兆連弾!!?, Ni hyaku shi jū chō rendan!!) - 316. Afferrale (掴ぬ!!?, Tsukanu!!) - 317. La mano (手を!!?, Te o!!) - 318. Pianto a dirotto (涙に崩れて!!?, Namida ni kuzurete!!) - 319. Tutti giù dalla montagna (みんなで下山!!?, Min'na de ge yama!!) - 320. La degustazione del tesoro alimentare (食寶実食!!?, Shoku takara jisshoku!!) |                                         |                                          |
| 35 | Trama Essi riescono a replicare tutti i movimenti del Re, tranne l'ultimo. Il re quindi li attacca e, a seguito di un suo attacco, la montagna crolla, facendoli cadere in un campo di Sandoriko. Qui iniziano a disidratarsi a causa del polline dei fiori, ma, quando il Re Scimmia Bambina sta per dar loro il colpo di grazia, Toriko morde il labbro del Re, completando la preparazione di PAIR. Toriko subito fa cadere una goccia di PAIR nella bocca dell'esanime Komatsu. La goccia raggiunge il buco che è stato creato durante l'attacco della N.E.O all'altezza del cuore e lo riempie, consentendo a Toriko di recuperare il cuore di Komatsu dal Mondo delle Anime e salvare così l'amico. |                                         |                                          |
| 36 | Separazione 「散開ツ!!」 | 4 settembre 2015 ISBN 978-4-08-880461-3 | 15 febbraio 2017 ISBN 978-88-226-0476-7  |
| 36 | Capitoli - 321. Il banchetto del ritrovo (再会の宴!!?, Saikai no utage!!) - 322. Scosse violente (激震走る!!?, Gekishin hashiru!!) - 323. La verità sui nitro (ニトロの真実!!?, Nitoro no shinjitsu!!) - 324. Una partenza col sorriso (笑顔の出発!!?, Egao no shuppatsu!!) - 325. Attacco furioso (猛威直撃!!?, Mōi chokugeki!!) - 326. Combinazioni inaspettate (意外な組み合わせ!!?, Igaina kumiawase!!) - 327. Separazione (散開ツ!!?, Sankaitsu!!) - 328. Il tetto della civiltà (文明の屋根!!?, Bunmei no yane!!) - 329. Cuochi dal sangue che ribolle (血沸く料理人達!!?, Chiwaku ryōri hitotachi!!) - 330. Incontro e scontro (出会いと対決!!?, Deai to taiketsu!!) |                                         |                                          |
| 36 | Trama Komatsu completa quindi la preparazione di PAIR, toccando con la punta del coltello la sfera contenente la zuppa in un punto che presentava una piccola intaccatura, velocizzando così il processo di preparazione. All'arrivo dei rinforzi del Mondo degli Umani, Komatsu fa assaggiare loro la zuppa. Grazie al Maestro Chin, viene rivelato che le cellule del Buongusto di Komatsu si sono risvegliate grazie alla continua assunzione di cibi del Buongusto. Giunti all'area 6, incontrano lo chef d'oro Jiji, che li suddivide in gruppi per ottenere nel minor tempo possibile i restanti piatti. Komatsu e i cuochi si recano quindi presso la civiltà sottomarina di Blue Grill alla ricefca di ANOTHER. |                                         |                                          |
| 37 | Movimenti fetali 「胎動!!」 | 4 dicembre 2015 ISBN 978-4-08-880517-7  | 15 marzo 2017 ISBN 978-88-226-0524-5     |
| 37 | Capitoli - 331. Maschere bizzarre (奇妙な仮面!!?, Kimyōna kamen!!) - 332. La situazione di Chako (チャコの事情!!?, Chako no jijō!!) - 333. Primo scontro (1回戦!!?, Ikkaisenn!!) - 334. Yuda del millimetro (1ミリのユダ!!?, 1-Miri no Yuda!!) - 335. Movimenti fetali (胎動!!?, Taidō!!) - 336. La testimonianza di Nakaume (中梅が見たもの!!?, Nakaume ga mitamono!!) - 337. Rinascita e vecchie conoscenze (復活と再会!!?, Fukkatsu to saikai!!) - 338. Joa VS. Midora (ジョアvs三虎!!?, Joa bāsasu Midora!!) - 339. Possibilità di rinascita (三虎vsジョア!!?, Midora bāsasu Joa!!) - 340. L'obiettivo dei blue nitro (ブルーニトロの目的!!?, Burūnitoro no mokuteki!!) |                                         |                                          |
| 37 | Trama Mentre i cuochi visitano la civiltà, Komatsu incontra un ragazzino abitante dei bassifondi della città, Chako. Quest'ultimo è un orfano di madre, partita per completare la missione della civiltà di Blue Grill, ovvero il completamento del menù completo di Acacia. La notte stessa Chako decide di prendervi parte anch'esso, e Komatsu la mattina seguente decide di seguirlo e riportarlo indietro. Giunto alla Cucina di Blue Grill, incontra la madre di Chako che gli chiede di completare ANOTHER per porre fine alla missione. Nel frattempo, Midora si reca alla base di N.E.O. dove libera Zaus dall'ipnosi di Joa, ingaggiando battaglia contro quest'ultimo. Dopo aver ucciso e mangiato il Nitro AIR, Neo, il demone delle cellule di Acacia, crea sette mostri e li invia dalle altre parti del Menu Completo di Acacia, e Acacia scappa nel Mondo Retrostante. Jiro affronta la Nobiltà dei buongustai e rimuove il Knocking fattogli da Acacia. |                                         |                                          |
| 38 | Verso il Mondo Retrostante 「裏の世界へ!!」 | 4 marzo 2016 ISBN 978-4-08-880625-9     | 17 maggio 2017 ISBN 978-88-226-0580-1    |
| 38 | Capitoli - 341. Lotta predatoria tra i più forti (最強共の捕食合戦!!?, Saikyō-domo no hoshoku gassen!!) - 342. Toriko, switch on! (トリコ、スイッチオン!!?, Toriko, suitchion!!) - 343. Don all'attacco (直撃のドン!!?, Shokugeki no Don!!) - 344. Verso il Mondo Retrostante (裏の世界へ!!?, Ura no sekai he!!) - 345. La verità sul progetto (プロジェクトの真実!!?, Purojekuto no shinjitsu!!) - 346. Verso gli strumenti da cucina d'oro (金の調理器具へ!!?, Kin no chōrikigu e!!) - 347. I cavalieri alla prova (試される騎士!!?, Tamesareru naito!!) - 348. Non c'è niente che non si possa mangiare (食えないものはない!!?, Kuenai mono ha nai!!) - 349. Le memorie (記憶が!!?, Kioku ga!!) |                                         |                                          |
| 38 | Trama Mentre i Re affrontano le creazioni di Neo, Toriko avverte l'emergere del Menu Completo di Acacia e affronta il vero Re Lupo, Guinness. Komatsu lo chiama e gli comunica di aver finito di cucinare ANOTHER. Mentre Don Slime attacca Neo, in un flashback risalente a tre settimane prima, dopo essere arrivati a Blue Grill e aver ottenuto il permesso da Jiji e Don Slime per entrare nel mondo delle anime con i cinque cuochi a 10 gusci, Komatsu e gli chef del mondo umano si avventurano nel Mondo Retrostante per poter preparare ANOTHER. |                                         |                                          |
| 39 | La creatura Neo 「ネオ、その生物!!」 | 3 giugno 2016 ISBN 978-4-08-880685-3    | 21 giugno 2017 ISBN 978-88-226-0600-6    |
| 39 | Capitoli - 350. L'alimento che attende (「待つ」食材!!?, Matsu syokuzai!!) - 351. La realizzazione (果たされる!!?, Hatasareru!!) - 352. Ritorno (戻った!!?, Modotta!!) - 353. Verso il piatto principale (メインへ!!?, Mein he!!) - 354. Una zampa del re lupo (狼王の一足!!?, Rōō no hitoashi!!) - 355. Gara di olfatto (嗅ぎくらべ!!?, Kagikurabe!!)) - 356. Riunione (合流!!?, Gōryū!!) - 357. La creatura Neo (ネオ、その生物!!?, Neo sono seibutsu!!) - 358. Neo faschifo! (ネオキショい!!?, Neo kishoi!!) - 359. Il nome di Don Slime (ドン・スライム、その名は!!?, Don Suraimu sononaha!!) |                                         |                                          |
| 39 | Trama ANOTHER si avvicina a Komatsu per essere cotto. Nel mondo delle anime gli chef hanno iniziato a preparare il piatto di pesce e Komatsu, con l'aiuto del demone dell'appetito di Froese, è stato in grado di ridurre il tempo necessario. Dopo un tempo percepito di 65 anni, la cottura è stata completata. Scoppiando con gusto, il piatto di pesce completato generò una moltitudine di ANOTHER più piccoli, che attraversarono il mondo delle anime e restituirono i ricordi di Asarudy e degli altri spiriti alimentari. Gli chef raccolsero ANOTHER e fuggirono attraverso la Porta dello Spirito del Cibo mentre il sapore traboccante distrusse la porta e chiuse il Mondo delle Anime. Asarudy mangia ANOTHER e il resto del menu completo di Acacia cucinato dal progetto di Blue Grill, facendo rivivere Don Slime. Parte di ANOTHER viene riportata nel Mondo Umano mentre il resto del gruppo viaggia per raccogliere i Quattro Re Celesti e i loro piatti assegnati. Dopo aver raggiunto l'Area 3, Brunch porta i pezzi del Corso Completo raccolto a Midora. Altrove, Toriko e Starjun continuano a fronteggiare Guinness. |                                         |                                          |
| 40 | Quelle lacrime 「あの涙は!!」 | 4 agosto 2016 ISBN 978-4-08-880775-1    | 19 luglio 2017 ISBN 978-88-226-0639-6    |
| 40 | Capitoli - 360. La vera natura dell'odore (匂いの正体!!?, Nioi no shōtai!!) - 361. Diavoli nascosti (潜む悪魔は!!?, Hisomu akuma wa!!) - 362. Verso il completamento del pasto completo (フルコース完成へ!!?, Furukorsu kansei he!!) - 363. Don fa sul serio (災害の本気!!?, Don no honki!!) - 364. Una certa idea (ある考え!!?, Aru kangae!!) - 365. Il figlio del lupo (狼の仔!!?, Ōkami no ko!!) - 366. Sigillare il lupo (狼に封印を!!?, Ōkami ni fūinwo!!) - 367. Quelle lacrime (あの涙は!!?, Ano namidawa!!) - 368. Datemi un decimo di secondo (0.1秒を私に!!?, 0.1-byō o watashi ni!!) - 369. L'essenza di God (GODとは!!?, Goddo toha!!) |                                         |                                          |
| 40 | Trama Don Slime continua a combattere con Neo, fusosi ad Acacia. I quattro re celesti mangiano ANOTHER, NEWS, EARTH e ATOM. Jiji racconta le gesta dei loro demoni dell'appetito, mentre Komatsu inizia ad aprire una lattina d'oro. Si rivela che all'interno della lattina si trovano i "ricordi del mare lontano" Ougai. Toriko decide di aggiungere l'Ougai per il suo piatto di pesce. Sunny afferma di aver completato il suo corso completo dopo aver posizionato EARTH come dessert. Quindi, Coco afferma che aggiungerà ATOM per il suo drink e tutto ciò che lascia per lui è il suo piatto principale. Nel frattempo, Neo divora Don Slime, mentre Jirou sconfigge i Nitro Blu, venendo a sua volta sconfitto e ucciso da Acacia. Con il verificarsi dell'eclissi solare gourmet, GOD si rivela finalmente al mondo. Con tutte le creature che hanno la loro attenzione all'Area 2, Acacia e il Nitro PAIR si preparano ad avventurarsi nell'area 2 per catturare la Bestia Divina. |                                         |                                          |

## Volumi 41-43
| Nº | Titolo italiano Giapponese 「Kanji」 - Rōmaji | Data di prima pubblicazione             | Data di prima pubblicazione              |
| Nº | Titolo italiano Giapponese 「Kanji」 - Rōmaji | Giapponese                              | Italiano                                 |
| 41 | La battaglia dei re 「あの涙は!!」 | 4 ottobre 2016 ISBN 978-4-08-880804-8   | 20 settembre 2017 ISBN 978-88-226-0694-5 |
| 41 | Capitoli - 370. God è il più forte (GOD最強!!?, Goddo saikyo!!) - 371. Epoche che si fronteggiano (時代の対峙!!?, Jidai no taiji!!) - 372. Le rispettive battaglie (それぞれの会戦!!?, Sorezore no kaisen!!) - 373. Il luogo indicato da God (GODの示す場所!!?, Goddo no shimesu basyo!!) - 374. Mangiarsi a vicenda (食い合い!!?, Kuiai!!) - 375. Coloro che accorrono (駆けつける者たち!!?, Kaketsukeru mono tachi!!) - 376. Il raduno degli otto re (八王集結!!?, Hachi-ō shūketsu!!) - 377. La battaglia dei re (王たちの戦い!!?, Ō-tachi no tatakai!!) - 378. Cucinare insieme (共に調理!!?, Tomoni tatakau!!) |                                         |                                          |
| 41 | Trama Dopo aver sconfitto Midora, Joa porta Acacia da GOD. Mentre Jiji sta per rivelare il metodo di cottura di GOD, Neo mangia il Nitro e si prepara ad affrontare il gruppo. Toriko abbatte Acacia, che è colpito dall'appetito di Toriko, e lo prende a pugni, ma Neo consuma l'attacco. Acacia afferra Toriko e lo intrappola in un canale posteriore. Acacia comprime il tempo così tanto che un secondo dura un mese e quindi spiega l'effetto di NEWS sulle cellule gourmet, ma Toriko invece lo morde e decide di fare di Neo il suo piatto di carne. Acacia prova a catturare GOD, ma viene fermato dall'arrivo degli Otto Re, con cui ingaggia battaglia. Aimaru entra nell'area 0. Otake ascolta anche Komatsu che sta preparando GOD ed è affiancato da Nakaume. Il Nitro CENTER attacca Toriko, che viene salvato da Terry Cloth. Kiss e Quinn arrivano anche con Chichi, Zongeh e i suoi seguaci. |                                         |                                          |
| 42 | Incontro con l'appetito 「食欲との際会!!」 | 2 dicembre 2016 ISBN 978-4-08-880844-4  | 17 gennaio 2018 ISBN 978-88-226-0836-9   |
| 42 | Capitoli - 379. Là dove si trovai God (GODの元へ!!?, Goddo no moto e!!) - 380. La battaglia per impadronirsi di God (GOD争奪戦!!?, Goddo sōdatsu-sen!!) - 381. Neo e Acacia (ネオとアカシア!!?, Neo to Akashia!!) - 382. Acacia entra in azione (アカシア、動く!!?, Akashia, ugoku!!) - 383. Toriko e Starjun (トリコとスタージュン!!?, Toriko to Sutājun!!) - 384. Joa e Froze (ジョアとフローゼ!!?, Joa to Furōze!!) - 385. Il pasto completo di Midora (三虎のフルコース!!?, Midora no furukōsu!!) - 386. Acacia, il nemico più letale (最凶の敵、アカシア!!?, Saikyō no teki, Akashia!!) - 387. Incontro con l'appetito (食欲との際会!!?, Shokuyoku tono saikai!!) |                                         |                                          |
| 42 | Trama Chichi sacrifica il suo corpo per salvare i sovrani del cielo. Nonostante gli sforzi combinati di Toriko e degli Otto Re, Acacia insieme a Neo, si appresta a mangiare la porzione cucinata di GOD. Dopo aver mangiato CENTER, Acacia paralizza Pair e mangia lo stesso Neo, evolvendosi ulteriormente, e insieme a Joa si appresta a recarsi all'Utopia dei buongustai, ma viene fermato da Midora. Midora sconfigge Joa, e ingaggia un combattimento contro Acacia. Toriko e Starjun si uniscono alla lotta, ma nel tentativo di proteggere Toriko, Starjun viene ferito da Acacia. |                                         |                                          |
| 43 | Alimenti mai visti 「まだ見ぬ食材!!」 | 31 dicembre 2016 ISBN 978-4-08-880885-7 | 16 maggio 2018 ISBN 978-88-226-1005-8    |
| 43 | Capitoli - 388. Il primo piatto (メインディッシュ!!?, Mein disshu!!) - 389. Il sapore che detesta (奴の苦手な味...!!?, Yatsu no negate na aji!!) - 390. Lo scopo di Acacia (アカシアの狙い...!!?, Akashia no nerai...!!) - 391. Acacia VS. Toriko (アカシアVSトリコ!!?, Akashia bāsasu Toriko!!) - 392. Il pasto completo della rabbia (怒りのフルコース!!?, Ikari no furukōsu!!) - 393. I sentimenti di Acacia (アカシアの想い!!?, Akashia no omoi!!) - 394. Il pasto completo di Toriko (トリコのフルコース!!?, Toriko no furukōsu!!) - 395. Tutti intorno alla tavola (皆で囲む食卓!!?, Mina de kakomu shokutaku!!) - 396. Alimenti mai visti (まだ見ぬ食材!!?, Mada minu shokuzai!!) |                                         |                                          |
| 43 | Trama Con Starjun inabilitato, Acacia tenta di consumare ancora una volta Toriko ma Midora interviene rapidamente. Prima di morire, Starjun rivela a Toriko di essere suo fratello, e di essere entrambi figli di Acacia e Froze. Prega quindi Toriko di mangiare GOD e eliminare Acacia. Dopo essersi nutrito di GOD, ringrazia Rosso, ormai risvegliato, per tutti i pasti condivisi assieme; si nutre quindi anche di CENTER, assimilando così Rosso e raggiungendo la forma completa. Dopo il cambio di sapore effettuato da Pair, attacca Acacia, eliminandolo grazie al suo terzo demone dell'appetito. Prima di morire, Acacia chiede a Toriko di occuparsi di NEO, ricevendo un consenso. Alla morte di Acacia, NEO rigurgita tutto ciò che ha mangiato, e Toriko completa il suo menù grazie ad un alimento trovato dentro NEO, il Kanzou. Dopo aver seppellito Midora, sacrificatosi per risanare i danni del pianeta Terra, Toriko si sposa con Ling, servendo agli invitati il suo Menù. Qualche tempo dopo, Toriko scopre la verità sulle cellule del Buongusto e sul menù di Acacia, decidendo così di partire per lo spazio assieme a Komatsu alla ricerca delle terre lontane. |                                         |                                          |

## Volumi speciali
| Nº                   | Titolo italiano Giapponese 「Kanji」 - Rōmaji | Data di prima pubblicazione            | Data di prima pubblicazione             |
| Nº                   | Titolo italiano Giapponese 「Kanji」 - Rōmaji | Giapponese                             | Italiano                                |
| Gaiden               | Toriko Gaiden 「トリコ外伝」 - Toriko Gaiden | 2 ottobre 2009 ISBN 978-4-08-874763-7  | inedito                                 |
| Gaiden               | Capitoli - 1. Toriko (トリコ) - 2. INTERVIEW - 3. ギリギリセバスチャン!! - 4. エリヤ - 5. (株)マッスルカンパニー！ - 6. YU・U・SHA - 7. 私立ワイルド学園 |                                        |                                         |
| Gourmet Hunting Book | Toriko Gourmet Hunting Book 「トリコ グルメハンティングブック」 - Toriko Gurume Hantingu Bukku                                                           | 4 novembre 2011 ISBN 978-4-08-870305-3 | 20 novembre 2014 ISBN 978-88-6920-126-4 |
| Gourmet Hunting Book | Capitoli - Toriko (トリコ) - Toriko X One Piece |                                        |                                         |